# أكيكو كاويز
أكيكو كاويز (باليابانية: 川瀬晶子؛ بالكانا: かわせ あきこ) هي سباحة متزامنة يابانية، ولدت في 13 يوليو 1971 في طوكيو في اليابان.

## وصلات خارجية
- أكيكو كاويز على موقع الاتحاد الدولي للسباحة (الإنجليزية)
- أكيكو كاويز على موقع أوليمبيديا (الإنجليزية)